# Bruuniella hazeli
Bruuniella hazeli är en kräftdjursart som beskrevs av Louis S. Kornicker 1974. Bruuniella hazeli ingår i släktet Bruuniella och familjen Cylindroleberididae. Inga underarter finns listade.